# بنای شماره ۹ (خانه قدیمی و انباری)
بنای شماره ۹ (خانه قدیمی و انباری) مربوط به دوره قاجار است و در شهرستان آستانه اشرفیه، بخش کیاشهر، بندر کیاشهر، خیابان امام واقع شده و این اثر در تاریخ ۹ بهمن ۱۳۸۶ با شمارهٔ ثبت ۲۰۷۰۶ به‌عنوان یکی از آثار ملی ایران به ثبت رسیده است.